# Zopheridae

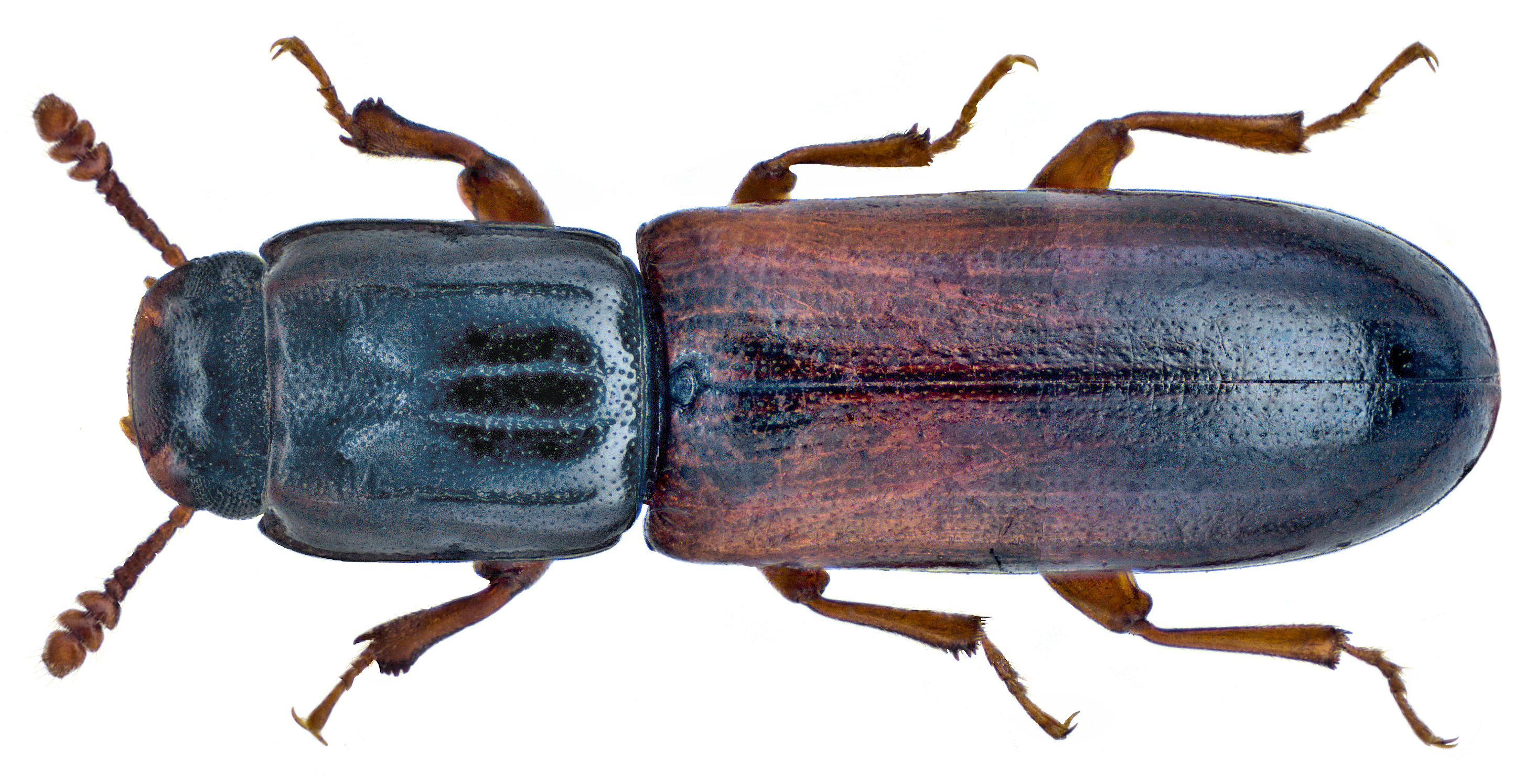
Aulonium ruficorne

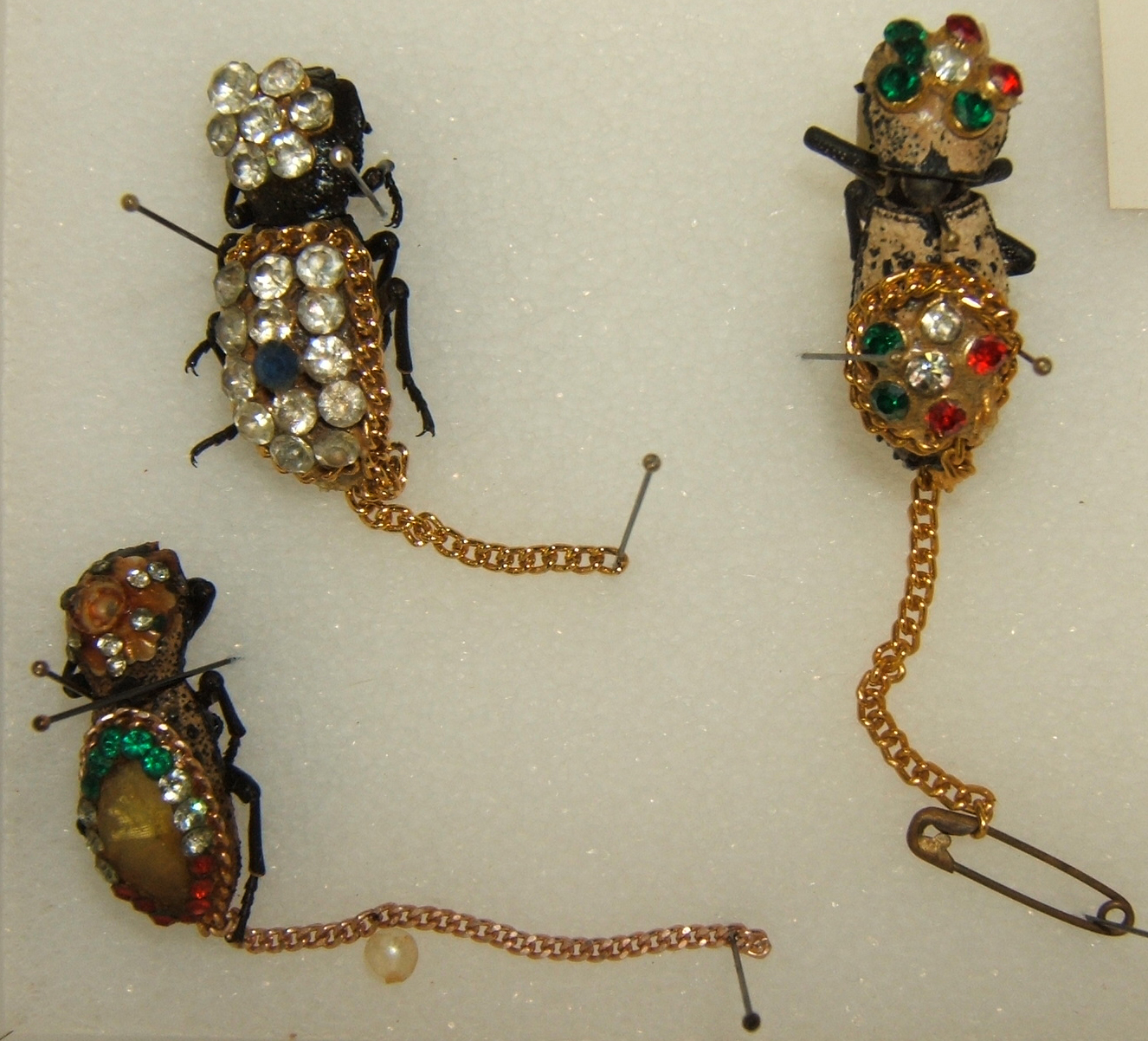
Zopheridae usado como joya

Zopheridae es una  familia de coleópteros polífagos. Es una familia de escarabajos que ha crecido considerablemente en los últimos años cuando los miembros de otras dos familias han sido incluidos dentro de su circunscripción; estas familias son  Monommatidae y Colydiidae, que son ahora considerados subfamilias de Zopheridae. Hay más de 1,700 especies en el mundo en 200 géneros descritos.

## Géneros
- Subfamilia: Colydiinae
  - Tribus: Acropini - Adimerini - Colydiini - Gempylodini - Nematidiini - Rhagoderini - Rhopalocerini - Sarrotriini - Synchitini
    - Géneros: Ablabus - Acolophoides - Acostonotus - Allobitoma - Aulonium - Bitoma - Bulasconotus - Chorasus - Cicablabus - Ciconissus - Colobicus - Colydium - Corticus - Coxelus - Diodesma - Diplagia - Endophloeus - Epistranodes - Epistranus - Faecula - Glenentela - Helioctamenus - Heterargus - Hybonotus - Langelandia - Lascobitoma - Lasconotus - Lobomesa - Lyreus - Microprius - Namunaria - Nematidium - Norix - Nosodomodes - Notocoxelus - Orthocerus - Pristoderus - Prosteca - Rhopalocerus - Rytinotus - Syncalus - Synchita - Tarphiablabus - Tarphiomimus - Tarphius - Tentablabus - Todimopsis - Trachypholis - Xylolaemus ...
- Subfamilia: Zopherinae
  - Tribu: Latometini
    - Géneros: Latometus - Notorthocerus - Orthocerodes

  - Tribu: Monommatini 
    - Géneros: Monomma

  - Tribu: Phellopsini 
    - Géneros: Phellopsis

  - Tribu: Pycnomerini 
    - Géneros: Pycnomerodes - Pycnomerus

  - Tribu: Usechini 
    - Géneros: Usechus

  - Tribu: Zopherini
    - Géneros: Noserinus - Nosoderma - Phloeodes - Scoriaderma - Sesaspis - Verodes - Zopher - Zopherosis - Zopherus

Fuentes:

## Especies seleccionadas
- Ablabus crassulus
- Ablabus discors
- Zopher iviei